# مینت فیزیکس
مینِت فیزیکس (به انگلیسی: MinutePhysics) نام سری ویدیوهای آموزشی ساخته شده توسط هنری رایش (به انگلیسی: Henry Reich) و منتشر شده در یوتیوب است. ویدیوهای رایش شامل نقاشی‌هایی به صورت تایم لپس هستند. که موضوعات مربوط به فیزیک را در نزدیک به یک دقیقه توضیح می‌دهند.
فیلم‌های مینت فیزیکس در گیزمودو و ان‌بی‌سی و هافینگتن پست و ساعت خبری با جیم لهرر نیز ارائه شده‌اند.

## ویدیوها
پر طرفدارترین ویدیوی مینت فیزیکس دارای 11 میلیون بازدید است.

## پادکست
مینت فیزیکس همچنین در آی تیونز نیز برای دانلود موجود است.